# Ziegenwerder
Ziegenwerder (pol. Kozia Wyspa, Kozi Ostrów) – wyspa rzeczna we Frankfurcie nad Odrą, w sąsiedztwie budynku sal wykładowych Gräfin-Dönhoff-Gebäude Europejskiego Uniwersytetu Viadrina (nazwanego na cześć Marion Dönhoff) oraz Stadionu Przyjaźni (Stadion der Freundschaft).

## Nazwa i historia
Nazwa pochodzi od kóz domowych, które w dawniej były tu wypasane przez rybaków odrzańskich. Wyspa była również terenem pozyskiwania wikliny i siana. Z czasem (XIX i początek XX wieku) powstały tu miejskie plaże dla kobiet, rodzin i żołnierzy. Wyspa była przed II wojną światową centrum życia towarzyskiego i letniskowego we Frankfurcie nad Odrą. Od 2003, po rewitalizacji, działa tu Ogród Europejski z alejami, placem zabaw i rzeźbami.

## Przyroda
Wyspa stanowi teren rekreacyjny z dużą ilością zieleni, licznymi alejami spacerowymi, miejscami do wypoczynku, punktami widokowymi i plażą odrzańską. Jest dostępny tylko w godzinach dziennych (zamykane bramy). Możliwość spacerowania istnieje tylko po wyznaczonych ścieżkach, a ruch rowerowy jest dopuszczony wyłącznie po głównej alei pomiędzy mostami.
Dolna (wschodnia) część wyspy z rozległym starodrzewiem, często jest zalewana w okresie wiosennym i jesiennym. Została ona w większości pozostawiona w pierwotnym stanie. Część zachodnia stanowi park z promenadą i rozległymi rabatami kwiatowymi, a także rzeźbami symbolizującymi Odrę. Teren wyspy jest siedliskiem ponad stu gatunków zwierząt i roślin.

## Galeria

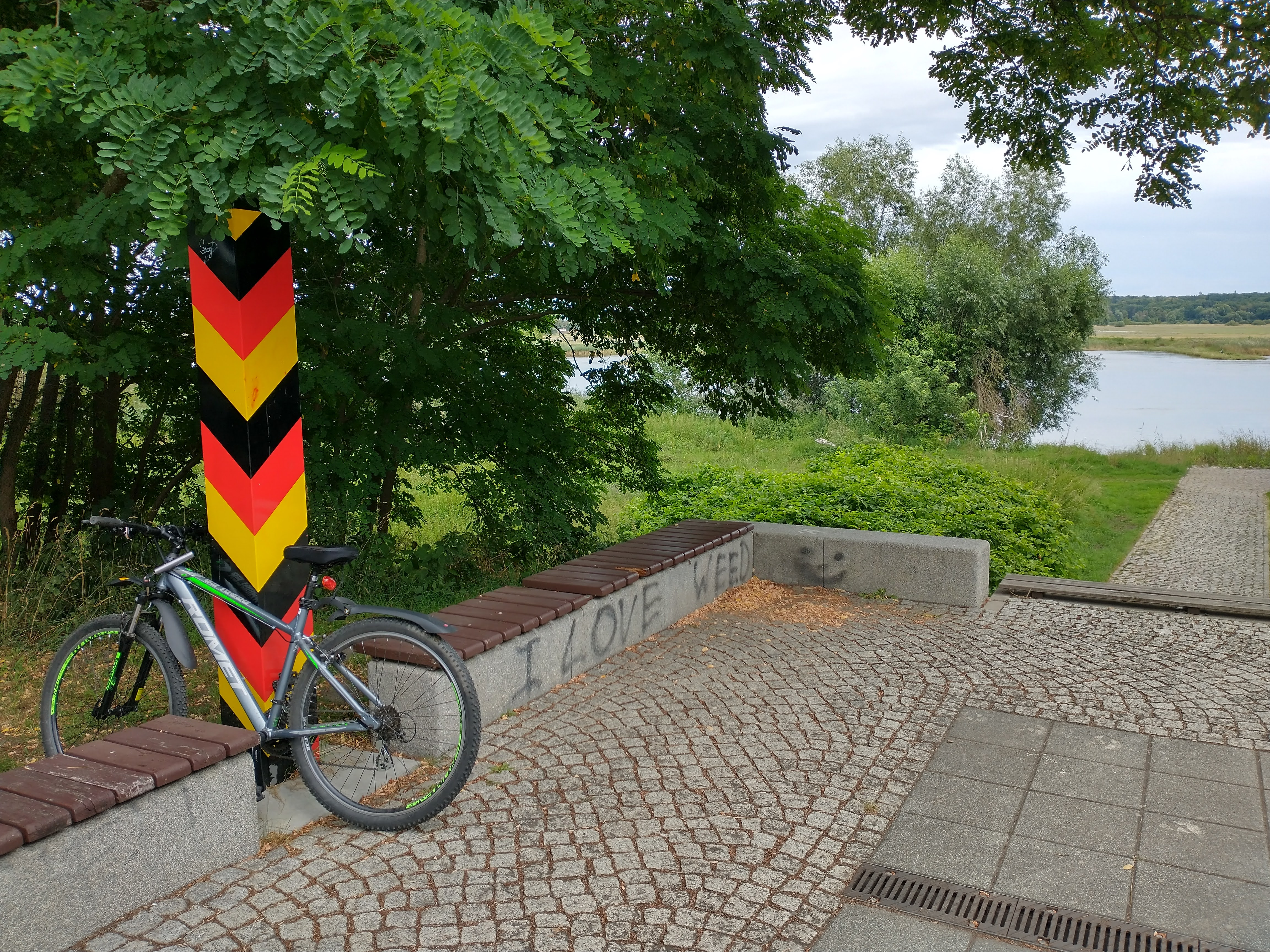
Fragment wyspy z aleją
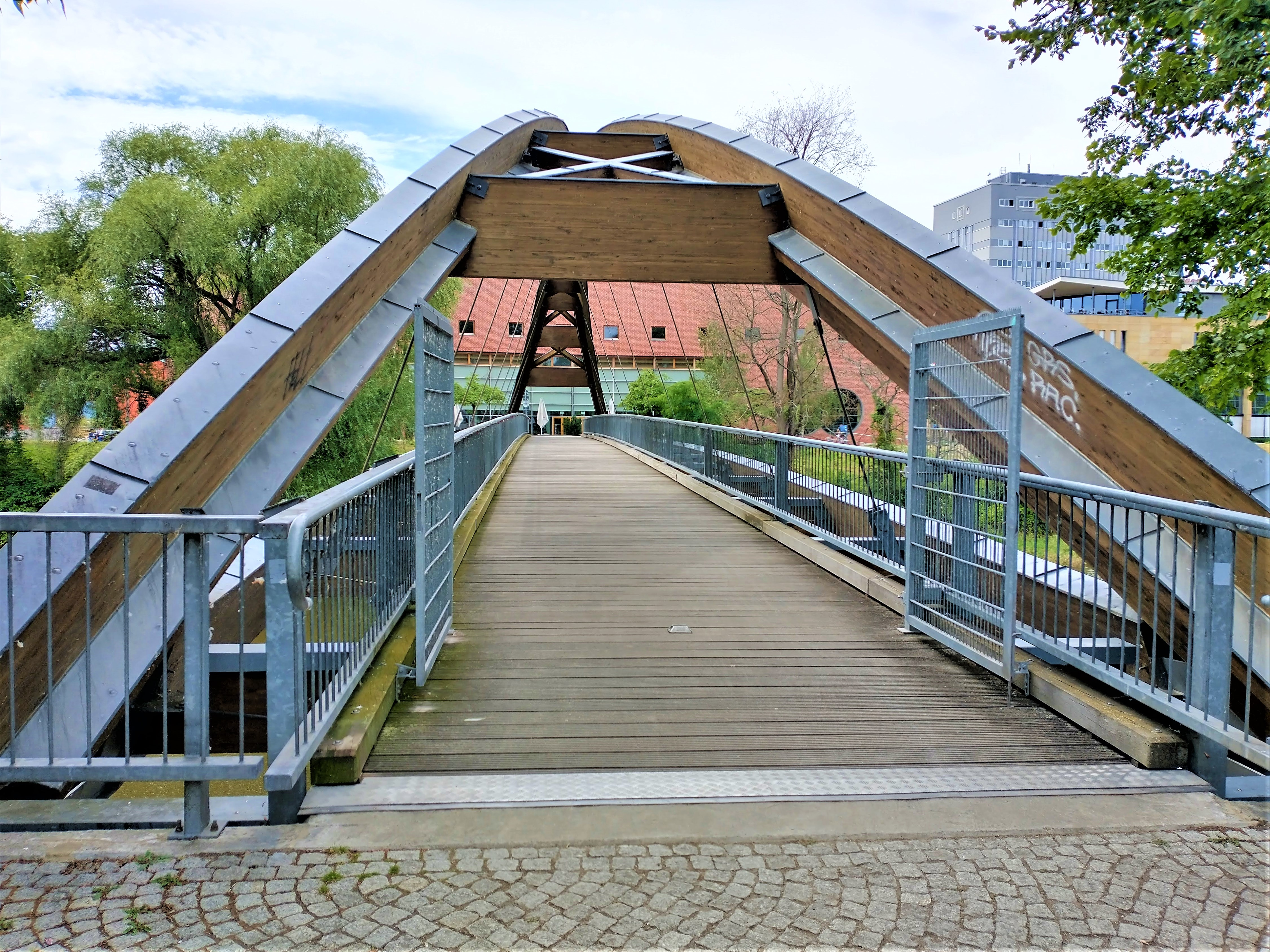
Most północny
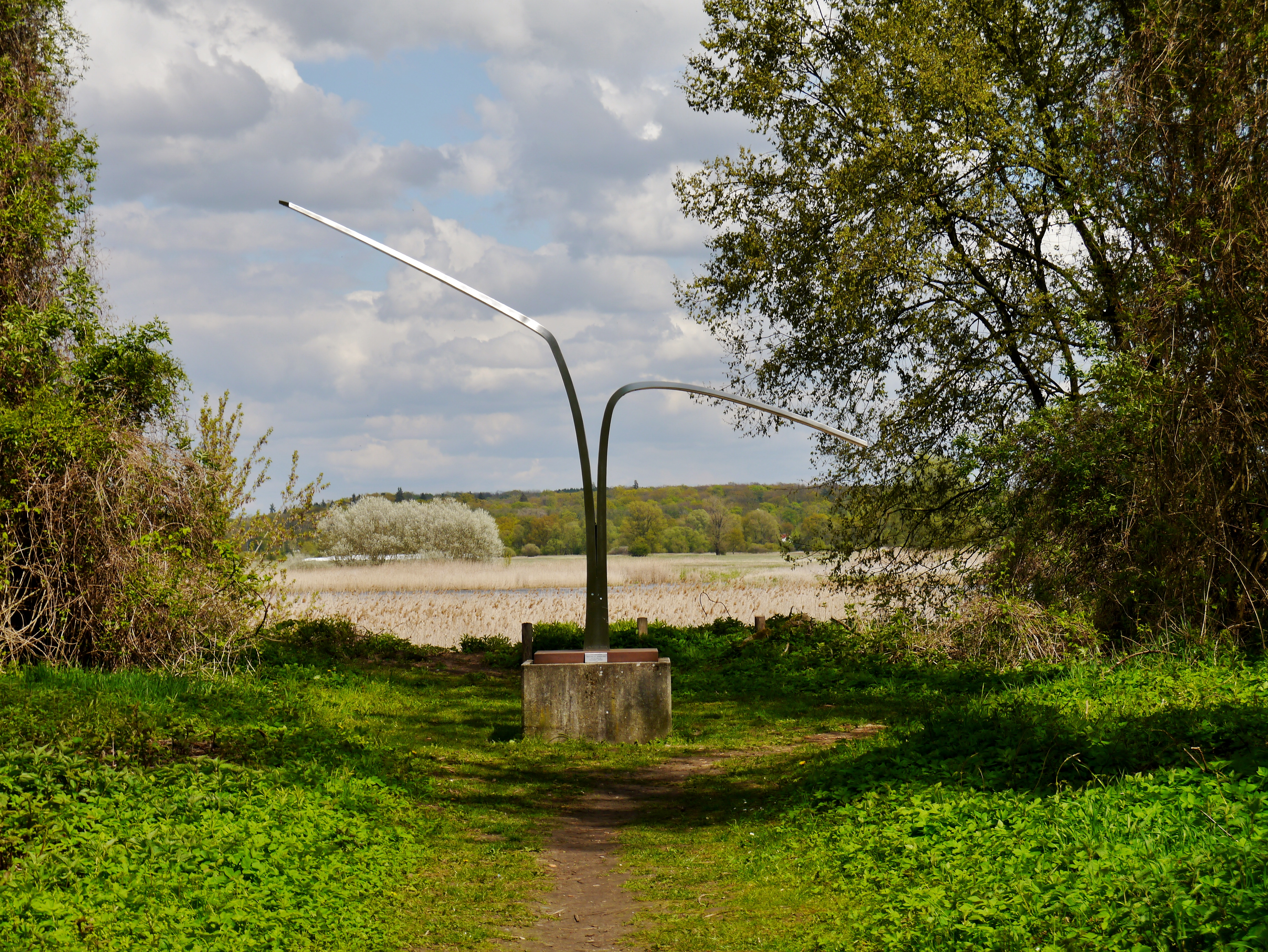
Jedna z rzeźb na wyspie